# Gringo
Der Slangbegriff Gringo (feminin Gringa) bezeichnet im lateinamerikanischen Kulturkreis Personen, die in der Regel nichtromanischer Herkunft sind.

## Etymologie
Das Wort stammt aus dem Spanischen. Laut Duden ist gringo von spanisch griego „Grieche“ abgeleitet, und zwar im Sinne der spanischen Redewendung hablar en griego, die „unverständlich reden“ (wörtlich „griechisch reden“) bedeutet. Das Breve Diccionario Etimológico de la Lengua Castellana von Joan Coromines gibt dieselbe Etymologie an. Laut dem Online Etymology Dictionary ist die Herleitung von griego („Grieche“) unsicher und möglicherweise eine Volksetymologie. Das Wörterbuch der Real Academia Española gibt an, die Wortherkunft sei umstritten.
Das Wort wird 1787 im Diccionario Castellano erstmals erwähnt. Laut diesem Lexikon wurden damals Ausländer in Málaga, die mit einem Akzent sprachen, und in Madrid insbesondere Iren gringos genannt. In einer Ausgabe des Don Quijote von 1805 wird in einer Fußnote angemerkt, der Ausdruck gringo werde auf Deutsche, Schweizer und Menschen aus „nördlichen“ Ländern angewendet. Demnach wurde das Wort zunächst auf Sprecher fremder Sprachen angewandt. Später wurde es ausgedehnt auf Menschen weißer Hautfarbe – sogar auch auf Spanisch sprechende Weiße – und hat manchmal die Bedeutung „blond“.
Im Englischen ist das Wort gringo seit 1841 nachweisbar; dieser erste Wortbeleg bezieht sich auf einen Engländer. Schon zuvor, in einem Roman, der 1831 in Englisch veröffentlicht wurde, taucht eine irische Figur namens Mr. O’Gringo auf.
Es existieren diverse Volksetymologien. Beispielsweise wird behauptet, gringo gehe darauf zurück, dass amerikanische Soldaten im Mexikanisch-Amerikanischen Krieg (1846–1848) grüne Uniformen getragen und die Mexikaner ihnen „Green go home“ („Grüne, geht heim“) zugerufen hätten. Das Wort gringo tauchte jedoch schon vor dem Mexikanisch-Amerikanischen Krieg auf. Zudem trug die US-Armee damals noch keine grünen Uniformen; seinerzeit waren sie hauptsächlich blau. In Brasilien wird gringo mitunter auf britische Eisenbahnkonstrukteure des 19. Jahrhunderts zurückgeführt, die beim Signaleinrichten „Red stop, Green go“ ausgerufen haben sollen. Das Wort existierte jedoch schon vor dem Eisenbahnbau in Brasilien.

## Heutige Bedeutung in verschiedenen Gebieten
- Mexiko, Zentralamerika, Venezuela, Kolumbien, Ecuador: In diesen Ländern bezeichnet das Wort normalerweise spezifisch einen US-Bürger oder Kanadier; und nicht einen Europäer, egal welcher Sprache oder ethnischen Herkunft, jedoch meist weißer Hautfarbe. Der Terminus ist im Allgemeinen neutral, meist jedoch abwertend gemeint.

- Brasilien: Hier blieb das Wort näher bei seiner ursprünglichen Bedeutung und steht für einen Ausländer, der eine für die lokale Bevölkerung unverständliche Sprache spricht. Als Ausländer ist in Brasilien normalerweise der Ausdruck estrangeiro üblich, Gringo oft abwertend, wobei es auch meist darauf ankommt, wer es zu wem sagt.

- Argentinien: Hier bezieht sich das Wort allgemein auf Immigranten – besonders diejenigen aus Italien, aber nicht aus Spanien.

- Spanien und sonstiges (oben nicht aufgeführtes) Lateinamerika: In den meisten Teilen dieser Länder bezeichnet Gringo einen Weißen, der eine nichtromanische Sprache spricht.[3] Jedoch benutzen es heute viele Menschen auch aus diesen Gebieten, beeinflusst durch die mexikanische Bedeutung, für Bürger der Vereinigten Staaten. Normalerweise ist es nicht als abwertend zu verstehen. In Spanien wird für Mittel- und Nordeuropäer heute jedoch der Begriff guiri verwendet.

- Englischer Sprachraum: Hispanische Migranten benutzen das Wort in den USA als ein Synonym für Anglo, das heißt, um eine Beziehung zu England auszudrücken.

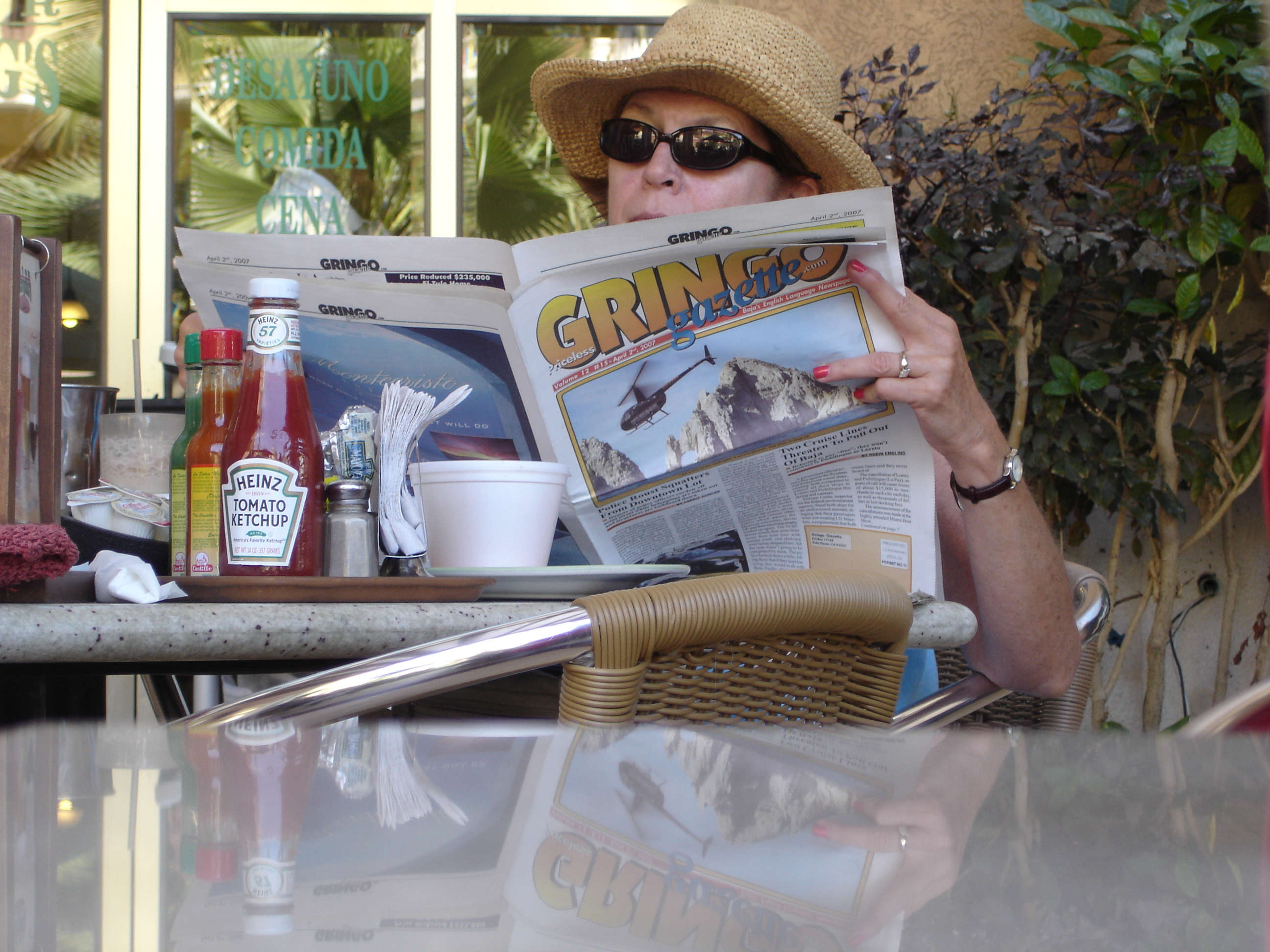
Eine Frau liest die Gringo Gazette (2007)

## Trivia
- Die englischsprachige Zeitung Gringo Gazette[5] ist in den mexikanischen Bundesstaaten Baja California und Baja California Sur verbreitet. Sie richtet sich an dort lebende US-Amerikaner.
- In der mexikanischen Küche ist eine gringa ein Gemisch aus gewürztem Schweinefleisch, Käse und in Würfeln geschnittener Ananas, das zwischen zwei Weizen-Tortillas serviert wird. Die Kombination wird erhitzt und mit verschiedenen Saucen gegessen.